# 迭戈·貝納利奧
迭戈·貝納利奧（Diego Benaglio，1983年9月8日—），是一位已退役瑞士的職業足球員，司職守門員，曾經代表瑞士國家足球隊參加國際賽事。

## 俱樂部生涯
貝納利奧的職業生涯開始於其家鄉的球隊草蜢。後他前往德甲，效力於斯圖加特，但大多擔當替補位置。2008年1月22日，貝納利奧轉會到沃爾夫斯堡。并在30日時首次出場，協助球隊進入了德國杯半準決賽。

## 國家隊生涯
貝納利奧亦代表瑞士國家足球隊參加比賽。在2008年的歐洲足球錦標賽上他是瑞士隊的主力門將。

## 榮譽
蘇黎世草蜢
- 瑞士足球超級聯賽冠軍：2000-2001賽季（英语：2000–01 Swiss Football League）

禾夫斯堡
- 德國甲組聯賽冠軍：2008-2009賽季
- 德國足協盃冠軍：2014-2015賽季（英语：2014–15 DFB-Pokal）

## 外部連結
- Wolfsburg official profile （德文）
- fussballdaten.de：迭戈·貝納利奧之統計數據 （德文）
- 迭戈·貝納利奧於ForaDeJogo的個人資料
- 迭戈·貝納利奧在 National-Football-Teams.com 上的出场纪录
- 官方网站 （德文）